# Otto Karl Philipp von Voß
Otto Karl Philipp von Voß (geb. 31. August 1794; gest. 10. November 1836) war ein preußischer Landrat.

## Herkunft

Wappen derer von Voß (Mecklenburg)

Otto Karl Philipp von Voß war Angehöriger des mecklenburgischen Adelsgeschlechts Voß. Er war ein jüngerer Sohn von Otto (Carl Friedrich) von Voß (1755–1823), königlich preußischer Staatsminister und Erbherr auf Buch und dessen Ehefrau (⚭ 11. Dezember 1780) Karoline (Marie) Susanne Gräfin Finck von Finckenstein (1751–1828).

## Leben
Otto Karl Philipp wurde 1812 als Student in Göttingen erwähnt. Im Jahr 1825 wurde er zum Nachfolger von Albrecht Wilhelm von Pannwitz als Landrat im Landkreis Niederbarnim ernannt. Die Amtsgeschäfte als Landrat übte er bis zum Jahr 1829 aus, Nachfolger wurde Alexander Eduard von der Schulenburg. Voß war weiterhin Domkapitular von Magdeburg und Sammler von Bach-Musikalien.

## Persönliches
Otto Karl Philipp von Voß war Erbherr auf Trebichow. Er war seit August 1830 mit Luise Albertine Ulrike (1796–1862), verwitwete von Schierstedt, geb. Gräfin Finck von Finckenstein verheiratet.